# Principe Motoyoshi
Principe Motoyoshi (元良親王, Motoyoshi-shinnō; 890 – 29 agosto 943) è stato un poeta e nobile giapponese del primo periodo Heian (794-1185).
Era il primo figlio dell'imperatore Yōzei. Il suo grado ufficiale era hyōbu-shō (兵部省, ministero della guerra nel Giappone premoderno).

## Biografia
Era il figlio maggiore dell'imperatore, nato dopo l'abdicazione forzata del padre, sua madre era la figlia di Fujiwara no Tōnaga e suo fratello (da parte materna) il principe Motohira. Le sue mogli erano la principessa imperiale Shūshi, figlia dell'imperatore Daigo, la principessa imperiale Kaishi, figlia dell'imperatore Uda, e una figlia del capo del jingi-kan (神祇官, Dipartimento del culto) appartenente al clan Fujiwara.
Nel 929, durante le celebrazioni per il 40º compleanno di sua moglie, la Principessa Imperiale Shūshi, chiese a Ki no Tsurayuki di comporre una poesia in suo onore. Nel 936 contribuì finanziariamente alla costruzione del pilastro centrale della pagoda del tempio Daigo-ji.
Era conosciuta come una persona elegante e affascinante, di cui rimangono aneddoti negli Yamato monogatari (Racconti di Yamato) e nei Konjaku monogatarishū (Racconti antichi del Giappone), in particolare la sua storia d'amore con Fujiwara no Hōshi, consorte dell'imperatore abdicato Uda.
Venti sue poesie furono incluse nel Gosen Wakashū, una sua poesia è inclusa come numero 20 nell'Ogura Hyakunin Isshu, esiste anche un'antologia personale intitolata Motoyoshi Shinnō-shū (元良親王集).